# Leníció
A leníció (’hanglágyulás’, a latin lenis ’enyhe, lágy’ szóból) a nyelvészetben használatos szakkifejezés, általánosságban azt folyamatot jelöli, amelynek során valamely, az artikuláció szempontjából „erős” mássalhangzó (fortis) egy „lazábba” (lenis) megy át bizonyos hangkörnyezetekben, a nyelvtörténeti fejlődés, vagy a ragozás (flexió) során. Ilyen mássalhangzóváltozások lehetnek például az alábbiak:
- zöngétlenből zöngés: például k → g, p → b, t → d, stb.
- zárhangból réshang: például b → v, k → h, p → f, stb.
- zárhang nazalizációja: például g → ng, p → mb, stb.

A leníció kifejezést elsősorban a kelta nyelvek szókezdő mássalhangzóinak mutációjával összefüggésben szokták használni, ugyanis a jelenség e nyelvekben a legáltalánosabb.

## Leníció a kelta nyelvekben
A kelta nyelvek leníciójának nyelvtörténeti-fonetikai okai vannak. A ókelta nyelvekben ugyanis, a névszóragozás során, a szóvégi rag hatására a következő szó kezdő mássalhangzója bizonyos változásokat szenvedhetett a kiejtésben (zöngésült, nazalizálódott stb.). A hangtani fejlődés során azonban a szóvégi ragok lekoptak, viszont a következő szó elején végbement mássalhangzó-változás megmaradt, így a mai nyelvekben ez jelzi a névszóragozás nyomait. Például az ír nyelvben: an capall bán (’a fehér ló’) → na capaill bhána (’a fehér lovak’) kifejezés esetében a többes számú alak b > bh változásának valószínű oka, hogy eredetileg *capalli bana volt, és magánhangzók között a b réshanggá alakult (ami egyébként hangtanilag számos nyelvben megfigyelhető, általános változás, függetlenül a nyelvrokonságtól).
Feltételezések szerint szintén az ókelta nyelvek hatása okozta a vulgáris latin – eredetileg kelták által (is) lakott területen beszélt – nyugati változataiban a magánhangzók közötti zöngétlen zárhangok zöngésülését és a zöngések elvesztését az újlatin nyelvek többségében (lásd lejjebb).

## Leníció az újlatin nyelvekben
A leníció szintén jellemző a nyugati újlatin nyelvekben, ahol a szóközi, eredetileg zöngétlen zárhangok /p, t, k/ zöngésültek, a /b, d, g/ pedig réshangokká váltak, vagy kiestek (pl. a franciában), míg az eredeti kettőzött mássalhangzók (ún. gemináták) /pp, tt, kk/ leegyszerűsödtek: /p, t, k/. Példák a lenícióra néhány újlatin nyelvből:
- latin APOTHECA > spanyol bodega, olasz bottega;
- latin AQUA > spanyol agua, francia eau;
- latin CREDERE, LEGERE > spanyol creer, leer, francia croire, lire;
- latin QUIRITARE, EXPLICARE > olasz gridare, spiegare;
- latin VACCA > spanyol vaca, francia vache (s-sel ejtve);
- latin FACERE > spanyol hacer (néma h-val);
- latin CLAMARE > spanyol llamar (kb. j-vel ejtve), portugál chamar (s-sel ejtve); stb.